# Brunner Straße
Die Brunner Straße ist eine 13,6 km lange Hauptstraße B in Wien, Landesstraße B in Niederösterreich und ehemalige Bundesstraße. Sie führt von Mödling über Brunn am Gebirge nach Wien, wo sie in die B 221 (Margaretengürtel) einmündet. In Wien trägt die B 12 die Namen Brunner Straße, Breitenfurter Straße und Eichenstraße.

## Abzweigungen
- B12a: Zweigt bei Perchtoldsdorf von der B12 ab, quert die A21 Wiener Außenring Autobahn bei der Anschlussstelle Brunn am Gebirge und mündet in die B17 Wiener Neustädter Straße.
- B12b: Sagedergasse zwischen Breitenfurter Straße und Altmannsdorfer Straße. Leitet den Verkehr zur A23 Südosttangente.

## Geschichte
Die Brunner Straße gehört seit dem 1. Jänner 1972 zum Netz der Bundesstraßen in Österreich.

## Bedeutende Bauwerke
An der Brunner Straße 26–32 befindet sich eine Wohnhausanlage des Österreichischen Siedlungswerks, die von 1986 bis 1991 nach Plänen des Architekten Helmut Richter erbaut wurde. An der Straßenseite ist ein Glastrakt vorgelagert, während die Gartenseite von Fenstertüren und Balkonen dominiert wird. Der Architekt Michael Stepanek entwarf ein würfelförmiges Betriebsgebäude, das 1984 an der Brunner Straße 40 errichtet wurde.
Zwischen den Straßenzügen „An den Steinfeldern“ und „Siebenhirtenstraße“ liegt westlich der Brunner Straße das Gelände des früheren Chemiewerkes Wagenmann, Seybel & Co., erkennbar an der Böschung der Anschüttungen von Produktionsrückständen. Auf diesem Gelände steht auch der Mast des Senders Liesing.